# سیارک ۱۳۹۳۷
سیارک ۱۳۹۳۷ (به انگلیسی: 13937 Roberthargraves، نامگذاری:1989PU) سیزده هزار و نهصد و سی و هفتمین سیارک کشف شده‌است که در ۲ اوت ۱۹۸۹ کشف شد.